# John Thomas Romney Robinson
Častiti John Thomas Romney Robinson, irski astronom in fizik, * 23. april 1792, Dublin, Irska, † 28. februar 1882, Armagh, Irska.

## Življenje in delo
Robinson je objavil veliko člankov v znanstvenih revijah in leta 1859 Armaghov zvezdni katalog z legami 5345 zvezd, dobljenimi iz opazovanj med letoma 1820 in 1854 na Observatoriju Armagh. Najbolj znan je po izumu Robinsonovega anemometra, merilne priprave za merjenje hitrosti vetra.
Njegova hči se je poročila s Stokesom, tako da ga je ta v kasnejših letih pogosto obiskoval.

## Priznanja

### Nagrade
Kraljeva družba iz Londona mu je leta 1862 za izdelavo njegovega zvezdnega kataloga, za njegove članke o izdelavi astronomskih inštrumentov in njegovem članku o elektromagnetih v Transactions of the Royal Irish Academy podelila svojo kraljevo medaljo.

### Poimenovanja
Po njem se imenuje udarni krater Robinson na Luni.